# Liste des participants au Synode des évêques sur la mission de la famille dans l'Église et dans le monde
Le Synode des évêques sur la mission de la famille dans l'Église et dans le monde est la XIVe assemblée ordinaire du synode des évêques, qui se déroule au Vatican du 4 au 25 octobre 2015. Il fait suite au Synode des évêques sur les défis pastoraux de la famille dans le contexte de l'évangélisation s'étant déroulé l'année précédente.
Le pape François a décidé de prolonger dans leurs fonctions les cardinaux présidents délégués du synode précédent, les trois cardinaux en leur rajoutant le cardinal africain Wilfrid Fox Napier. Ils sont aidés dans leur tâche par un rapporteur général assisté par un secrétaire spécial et un secrétaire général, tous les trois eux aussi reconduits dans leur fonction.

## Liste des participants[1]
| Portrait | Nom Dates de naissance                   | fonctions | Remarques |
| --- | ---------------------------------------- | --- | --------- |
| Président du synode des évêques |                                          | |           |
| | François 17 décembre 1936                | Pape |           |
| Secrétaire général du synode des évêques |                                          | |           |
| | Lorenzo Baldisseri 29 septembre 1940     | Cardinal |           |
| Présidents délégués du Synode des évêques |                                          | |           |
| | André Vingt-Trois 7 novembre 1942        | Archevêque de Paris                                                                                          |           |
| | Luis Antonio Tagle 21 juin 1957          | Archevêque de Manille                                                                                        |           |
| | Raymundo Damasceno Assis 15 février 1937 | Archevêque d’Aparecida Président de la Conférence nationale des évêques du Brésil                            |           |
| | Wilfrid Fox Napier                       | Archevêque de Durban                                                                                         |           |
| Rapporteur général du Synode des évêques |                                          | |           |
| | Péter Erdő 25 juin 1952                  | Archevêque d’Esztergom-Budapest, primat de Hongrie Président du Conseil des conférences épiscopales d’Europe |           |
| Secrétaire spécial du Synode des évêques |                                          | |           |
| | Bruno Forte 1er août 1949                | Archevêque de Chieti                                                                                         |           |
| Commission pour l’information |                                          | |           |
| | Claudio Maria Celli                      | Président du Conseil pontifical des communications sociales.                                                 |           |
| | Federico Lombardi                        | Secrétaire de la commission, directeur de la Salle de presse du Saint-Siège.                                 |           |
| Membres pour les Églises catholiques orientales |                                          | |           |
| - Église copte-catholique : Ibrahim Isaac Sidrak, patriarche d’Alexandrie des coptes (Égypte) ; - Église melkite : Grégoire III Laham, basilien, patriarche d’Antioche des melkites (Syrie), Georges Bacouni, archevêque de Saint-Jean-d’Acre des melkites (Israël) ; - Église syrienne-catholique : Ignace Joseph III Younan, patriarche d’Antioche des syriens (Liban) ; - Église maronite : cardinal Bechara Boutros Raï, mariamite, patriarche d’Antioche des maronites (Liban), Antoine Nabil Andari, président de la commission épiscopale pour la famille et la vie (Liban), Antoine Tarabay, évêque de Saint-Maron de Sydney des maronites (Australie) ; - Église chaldéenne : Louis Raphaël Ier Sako, patriarche de Babylone des chaldéens (Irak) ; - Église arménienne-catholique : Grégoire Pierre XX Ghabroyan, patriarche de Cilicie des arméniens (Liban) ; - Église grecque-catholique ukrainienne : Sviatoslav Schevchuk, archevêque majeur de Kiev et Halyc (Ukraine), Hlib Lonchyna, évêque de la Sainte-Famille de Londres des ukrainiens (Grande-Bretagne), Borys Gudziak, évêque de Saint Vladimir-le-Grand de Paris des ukrainiens (France). - Église syro-malabare : cardinal George Alencherry, archevêque majeur d’Ernakulam-Angamaly des syro-malabars (Inde), Joseph Kallarangatt (en), évêque de Palai des syro-malabars (Inde), Andrews Thazhath, archevêque de Trichur des syro-malabars (Inde) ; - Église syro-malankare : cardinal Baselios Cleemis Thottunkal, archevêque majeur de Trivandrum des syro-malankares (Inde) ; - Église grecque-catholique roumaine : Mihai Frățilă (de), évêque de Saint-Basile-le-Grand de Bucarest des roumains (Roumanie) ; - Église éthiopienne-catholique : cardinal Berhaneyesus Demerew Souraphiel, lazariste, métropolite d’Addis-Abeba des éthiopiens (Éthiopie), président de l’Assemblée des hiérarques catholiques d’Éthiopie et d’Érythrée (son nom d’alors) ; - Église ruthène : William Skurla, métropolite de Pittsburg des byzantins (États-Unis) ; - Église grecque-catholique slovaque : Ján Babjak, jésuite, métropolite de Prešov des byzantins (Slovaquie) ; - Église érythréenne-catholique : Menghesteab Tesfamariam, combonien, métropolite d’Asmara (Érythrée) ; - Église grecque-catholique hongroise : Fülöp Kocsis, métropolite de Hajdúdorog des byzantins. |                                          | |           |
| Élus des conférences épiscopales d’Afrique |                                          | |           |
| - Afrique du Nord : Jean-Paul Vesco, dominicain, évêque d’Oran (Algérie) ; - Angola et São Tomé : Emílio Sumbelelo, évêque d’Uíje (Angola) ; - Bénin : Eugène Cyrille Houndékon, évêque d’Abomey et vice-président de la conférence épiscopale ; - Afrique du Sud, Botswana et Swaziland : Stephen Brislin, archevêque du Cap (Afrique du sud) et président de la conférence épiscopale et Zolile Peter Mpambani, dehonien, évêque de Kokstad (en) (Afrique du Sud) ; - Burkina Faso et Niger : Joseph Sama, évêque de Nouna (Burkina Faso) ; - Burundi : Gervais Banshimiyubusa, évêque de Ngozi et président de la conférence épiscopale ; - Cameroun (en) : Joseph Atanga, jésuite, archevêque de Bertoua, Samuel Kleda, archevêque de Douala et président de la conférence épiscopale ; - Centrafrique (en) : Cyr-Nestor Yapaupa, évêque d’Alindao - Congo (République du) : Urbain Ngassongo, évêque de Gamboma et président de la commission épiscopale pour la pastorale familiale ; - Congo (République démocratique du) : Nicolas Djomo Lola (de), évêque de Tshumbe, Philibert Tembo Nlandu, scheutiste, évêque de Budjala ; - Côte d’Ivoire : Ignace Bessi Dogbo, évêque de Katiola et président de la commission épiscopale nationale de l’apostolat des laïcs ; - Éthiopie et Érythrée : Tsegaye Keneni Derara, vicaire apostolique de Soddo (Éthiopie) ; - Gabon (en) : Mathieu Madega Lebouankehan (de), évêque de Mouila, président de la conférence épiscopale ; - Gambie et Sierra Leone : Charles Campbell, évêque de Bo (Sierra Leone) ; - Ghana : Gabriel Palmer-Buckle, archevêque d’Accra ; - Guinée : Raphaël Balla Guilavogui, évêque de N’Zérékoré ; - Guinée équatoriale (en) : Juan Matogo Oyana (de), clarétain, évêque de Bata ; - Kenya : cardinal John Njue, archevêque de Nairobi, James Maria Wainaina Kungu, évêque de Muranga ; - Lesotho (en) : Anthony Fallah Borwah, évêque de Gbarnga ; - Madagascar (en) : Désiré Tsarahazana, évêque de Toamasina et président de la conférence épiscopale ; - Malawi : Thomas Luke Msusa, montfortain, archevêque de Blantyre et président de la conférence épiscopale ; - Mali : Jonas Dembélé, évêque de Kayes ; - Mozambique (pt) : Francisco Chimoio (en), capucin, archevêque de Maputo et président de la commission épiscopale pour la famille ; - Namibie (en) : Philipp Pöllitzer, oblat de Marie Immaculée, évêque de Keetmanshoop ; - Nigeria : Matthew Man-oso Ndagoso, archevêque de Kaduna, Camillus Raymond Umoh, évêque d’Ikot Ekpene, Jude Ayodeji Arogundade, évêque d’Ondo ; - Océan Indien : Maurice Piat, spiritain, évêque de Port-Louis (Maurice) et président de la conférence épiscopale ; - Ouganda : John Baptist Odama (en), archevêque de Gulu et président de la conférence épiscopale, Joseph Anthony Zziwa, évêque de Kiyinda-Mityana et vice-p*ésident de la conférence épiscopale ; - Rwanda : Antoine Kambanda, évêque de Kibungo ; - Sénégal, Mauritanie, Cap-Vert et Guinée-Bissau : Benjamin Ndiaye, archevêque de Dakar (Sénégal) et président de la conférence épiscopale ; - Soudan et Soudan du Sud : Paulino Lukudu Loro, combonien, archevêque de Juba ; - Tanzanie : Tarcisius Ngalalekumtwa, évêque d’Iringa et président de la conférence épiscopale, Renatus Leonard Nkwande, évêque de Bunda ; - Tchad (en) : Henri Coudray, jésuite, vicaire apostolique de Mongo ; - Togo : Jacques Danka Longa (en), évêque de Kara ; - Zambie : Benjamin Phiri, évêque auxiliaire de Chipata (en) ; - Zimbabwe (en) : Xavier Johnsai Munyongani, évêque de Gweru (en). |                                          | |           |
| Élus des conférences épiscopales d’Amérique |                                          | |           |
| - Antilles : Francis Dean Alleyne, bénédictin, évêque de Georgetown (Guyana) ; - Argentine : Pedro María Laxague, évêque auxiliaire de Bahía Blanca et président de la commission épiscopale des laïcs et de la famille, José María Arancedo, archevêque de Santa Fe et président de la conférence épiscopale, cardinal Mario Aurelio Poli, archevêque de Buenos Aires ; - Bolivie : Braulio Sáez García, carme déchaussé, évêque auxiliaire de Santa Cruz et Krzysztof Janusz Białasik Wawrowska, verbite, évêque d’Oruro ; - Brésil : Sérgio da Rocha, archevêque de Brasilia et président de la conférence épiscopale, João Carlos Petrini, évêque de Camaçari, Geraldo Lyrio Rocha (de), archevêque de Mariana et cardinal Odilo Pedro Scherer, archevêque de São Paulo ; - Canada : Paul-André Durocher, archevêque de Gatineau et président de la conférence épiscopale, Noël Simard, évêque de Valleyfield, cardinal Thomas Christopher Collins, archevêque de Toronto et Richard William Smith, archevêque d’Edmonton ; - Chili : Bernardo Miguel Bastres Florence, salésien, évêque de Punta Arenas, cardinal Ricardo Ezzati Andrello, salésien, archevêque de Santiago et président de la conférence épiscopale ; - Colombie : Pablo Emiro Salas Anteliz, évêquer d’Armenia, cardinal Rubén Salazar Gómez, archevêque de Bogota et président du Conseil épiscopal latino-américain, Óscar Urbina Ortega, archevêque de Villavicencio ; - Costa Rica : José Francisco Ulloa Rojas, évêque de Cartago et président de la commission épiscopale pour la pastorale familiale ; - Cuba : Marcelo Arturo González Amador, évêque de Santa Clara ; - Équateur : Antonio Arregui Yarza, archevêque de Guayaquil, Luis Gerardo Cabrera Herrera, franciscain, archevêque de Cuenca ; - États-Unis : Joseph Edward Kurtz (en), archevêque de Louisville et président de la conférence épiscopale, Charles Joseph Chaput, capucin, archevêque de Philadelphie, cardinal Daniel DiNardo, archevêque de Galveston-Houston et vice-président de la conférence épiscopale, José Horacio Gómez, archevêque de Los Angeles ; - Guatemala : Rodolfo Valenzuela Núñez, évêque de Vera Paz et Cobán et président de la conférence épiscopale ; - Haïti : Yves-Marie Péan, cruciste, évêque des Gonaïves ; - Honduras : Luis Solé Fa, lazariste, évêque de Trujillo ; - Mexique : Rodrigo Aguilar Martínez, évêque de Tehuacán, cardinal Norberto Rivera Carrera, archevêque de México, Alfonso Gerardo Miranda Guardiola, évêque auxiliaire de Monterrey, cardinal Francisco Robles Ortega, archevêque de Guadalajara et président de la conférence épiscopale ; - Nicaragua : César Bosco Vivas Robelo, évêque de León ; - Panama : Aníbal Saldaña Santamaría, augustin récollet, prélat de Bocas del Toro ; - Paraguay : Miguel Ángel Cabello Almada, évêque de Concepción ; - Pérou : Salvador Piñeiro García-Calderón, archevêque d’Ayacucho et président de la conférence épiscopale, Héctor Miguel Cabrejos Vidarte, franciscain, archevêque de Trujillo ; - Porto Rico : Roberto González Nieves, franciscain, archevêque de San Juan de Porto Rico et président de la conférence épiscopale ; - République dominicaine : Gregorio Nicanor Peña Rodríguez (es), évêque de Higüey et président de la conférence épiscopale ; - Salvador : Constantino Barrera Morales, évêque de Sonsonate ; - Uruguay : Jaime Rafael Fuentes, évêque de Minas (es) ; - Venezuela : cardinal Jorge Urosa, archevêque de Caracas, Diego Rafael Padrón Sánchez, archevêque de Cumaná et président de la conférence épiscopale. |                                          | |           |
| Élus des conférences épiscopales d’Asie |                                          | |           |
| - Bangladesh (en) : Paul Ponen Kubi, cruciste, évêque de Mymensingh, président de la commission épiscopale de la famille et de la vie ; - Birmanie (en) : cardinal Charles Maung Bo, salésien, archevêque de Rangoun ; - Corée (ko) : Peter Kang U-Il, évêque de Cheju ; - Inde (en) : cardinal Oswald Gracias, archevêque de Bombay et président de la conférence épiscopale, Filipe Neri Ferrão, archevêque de Goa et Damão, Selvister Ponnumuthan, évêque de Punalur et Dominic Jala, salésien, archevêque de Shillong ; - Indonésie : Ignatius Suharyo Hardjoatmodjo, archevêque de Dakarta et président de la conférence épiscopale et Fransiskus Kopong Kung, évêque de Larantuka ; - Iran : Ramzi Garmou, archevêque de Téhéran des chaldéens et président de la conférence épiscopale ; - Japon (ja) : Mitsuaki Takami, sulpicien, archevêque de Nagasaki et vice-président de la conférence épiscopale ; - Kazakhstan (en) : Tomash Bernard Peta, archevêque à Astana et président de la conférence épiscopale ; - Laos et Cambodge : Louis-Marie Ling Mangkhanekhoun, vicaire apostolique de Paksé (Laos) ; - Malaisie, Singapour et Brunei (en) : John Wong Soo Kau, archevêque de Kota Kinabalu (Malaysie) ; - Pays arabes : Fouad Twal, patriarche de Jérusalem des latins et président de la conférence épiscopale ; - Pakistan (en) : Joseph Arshad (en), évêque de Faisalabad et vice-président de la conférence épiscopale ; - Philippines : Romulo G. Valles, archevêque de Davao, Jose S. Palma, archevêque de Cebu et Gilbert A. Garcera, évêque de Daet ; - Sri Lanka (en) : Harold Anthony Perera (it), évêque de Kurunegala ; - Taïwan (en) : John Baptist Lee Keh-Mien, évêque de Hsinchu ; - Thaïlande (th) : Silvio Siripong Charatsri, évêque de Chanthaburi ; - Timor oriental (de) : Basilio do Nascimento, évêque de Baucau et président de la conférence épiscopale ; - Viêt Nam (vi) : Paul Bùi Van Ðoc, archevêque de Hô Chí Minh Ville et président de la conférence épiscopale et Joseph Đinh Đúc Đao, évêque coadjuteur de Xuân Lôc. |                                          | |           |
| Élus des conférences épiscopales d’Europe |                                          | |           |
| - Albanie : George Frendo, dominicain, évêque auxiliaire de Tirana et Durrës ; - Allemagne : cardinal Reinhard Marx, archevêque de München et Freising, Heiner Koch, archevêque de Berlin, Franz-Josef Bode, évêque d’Osnabrück ; - Angleterre et pays de Galles : cardinal Vincent Nichols, archevêque de Westminster et président de la conférence épiscopale, Peter Doyle, évêque de Northampton ; - Autriche : Benno Elbs, évêque de Feldkirch ; - Belgique : Johan Jozef Bonny, évêque d’Anvers ; - Biélorussie : Tadeusz Kondrusiewicz (de), archevêque de Minsk-Mohilev et président de la conférence épiscopale ; - Bosnie-Herzégovine : Tomo Vukšić, ordinaire militaire de Bosnie-Herzégovine ; - Bulgarie : Gheorghi Ivanov Jovčev, évêque de Sofia et Plovdiv - Croatie : Antun Škvorčević, évêque de Požega ; - Saints-Cyrille-et-Méthode (Kosovo, Macédoine du Nord, Monténégro et Serbie) : Ladislav Nemet, verbite, évêque de Zrenjanin (Serbie) ; - Écosse : Philip Tartaglia, archevêque de Glasgow et président de la conférence épiscopale ; - Espagne : cardinal Ricardo Blázquez Pérez, archevêque de Valladolid et président de la conférence épiscopale, Mario Iceta (es), évêque de Bilbao, Carlos Osoro Sierra, archevêque de Madrid ; - France : Georges Pontier, archevêque de Marseille et président de la conférence épiscopale, cardinal André Vingt-Trois, archevêque de Paris, Jean-Luc Brunin, évêque du Havre et Jean-Paul James, évêque de Nantes ; - Grèce : Fragkiskos Papamanolis, capucin, évêque émérite de Syros et président de la conférence épiscopale ; - Hongrie : András Veres, évêque de Szombathely ; - Irlande : Diarmuid Martin, archevêque de Dublin, Eamon Martin, archevêque d’Armagh et président de la conférence épiscopale ; - Italie : cardinal Angelo Bagnasco, archevêque de Gênes et président de la conférence épiscopale, cardinal Angelo Scola, archevêque de Milan, Franco Gulio Brambilla, évêque de Novare et Enrico Solmi (it), évêque de Parme ; - Lettonie : Zbigņevs Stankevičs, archevêque de Riga ; - Lituanie : cardinal Audrys Juozas Bačkis, archevêque émérite de Vilnius ; - Malte : Mario Grech, évêque de Gozo et président de la conférence épiscopale ; - Pays-Bas : cardinal Willem Jacobus Eijk, archevêque d’Utrecht ; - Pologne : Stanisław Gądecki, archevêque de Poznań et président de la conférence épiscopale, Henryk Hoser, pallotin, archevêque-évêque de Varsovie-Praga, Jan Franciszek Wątroba, évêque de Rzeszów ; - Portugal : cardinal Manuel do Nascimento Clemente, patriarche de Lisbonne et président de la conférence épiscopale, Antonino Dias, évêque de Portalegre-Castelo Branco, président de la commission épiscopale du laïcat et de la famille ; - Roumanie : Petru Gherghel, évêque d'Iaşi (de) ; - Russie : Paolo Pezzi, de la Fraternité Saint-Charles-Borromée, archevêque à Moscou et président de la conférence épiscopale ; - Scandinavie : Teemu Sippo, dehonien, évêque d’Helsinki (Finlande) ; - Slovaquie : Stanislav Zvolenský (de), archevêque de Bratislava et président de la conférence épiscopale ; - Slovénie : Stanislav Zore, franciscain, archevêque de Ljubljana ; - Suisse : Jean-Marie Lovey, chanoine régulier du Grand-Saint-Bernard, évêque de Sion ; - Tchèque (République) : Jan Vokál (it), évêque de Hradec Králové (de) ; - Turquie : Lévon Boghos Zékiyan, archevêque d’Istanbul des arméniens ; - Ukraine : Mieczysław Mokrzycki, archevêque de Lviv des latins et président de la conférence épiscopale ; |                                          | |           |
| Élus des conférences épiscopales d’Océanie |                                          | |           |
| - Australie : Daniel Eugene Hurley, évêque de Darwin ; Mark Benedict Coleridge, archevêque de Brisbane ; - Nouvelle-Zélande : Charles Edward Drennan, évêque de Palmerston North ; - Océan Pacifique : Peter Loy Chong, archevêque de Suva (Fidji) ; - Papouasie-Nouvelle Guinée et Îles Salomon : Anton Bal, évêque de Kundiawa et responsable de la commission pour la famille et la vie. |                                          | |           |
| Élus par l’Union des supérieurs généraux |                                          | |           |
| - P. Adolfo Nicolás, préposé général des jésuites ; - P. Marco Tasca, ministre général des franciscains conventuels ; - P. Mario Aldegani (it), supérieur général des joséphins de Murialdo ; - P. Richard Kuuia Baawobr, supérieur général des Pères blancs ; - P. Bruno Cadoré, maître de l’ordre dominicain ; - P. Jesús Díaz Alonso, supérieur général des Fils de la Sainte-Famille de Jésus ; - P. Michael Brehl (de), supérieur général des rédemptoristes ; - P. Javier Álvarez-Ossorio, supérieur général des picpusiens ; - P. Jeremias Schröder, abbé-président de la congrégation bénédictine de Sainte-Odile ; - P. Hervé Janson, prieur général des Petits-Frères de Jésus (Charles de Foucauld). |                                          | |           |
| Chefs de dicastère de la Curie romaine |                                          | |           |
| - Cardinal Pietro Parolin, secrétaire d’État ; - Cardinal Gerhard Ludwig Müller, préfet de la Congrégation pour la doctrine de la foi ; - Cardinal Leonardo Sandri, préfet de la Congrégation pour les Églises orientales ; - Cardinal Robert Sarah, préfet de la Congrégation pour le culte divin et la discipline des sacrements ; - Cardinal Angelo Amato, salésien, préfet de la Congrégation pour les causes des saints ; - Cardinal Marc Ouellet, sulpicien, préfet de la Congrégation pour les évêques ; - Cardinal Fernando Filoni, préfet de la Congrégation pour l’évangélisation des peuples ; - Cardinal Beniamino Stella, préfet de la Congrégation pour le clergé ; - Cardinal João Braz de Aviz, préfet de la Congrégation pour les instituts de vie consacrée et les sociétés de vie apostolique ; - Cardinal Giuseppe Versaldi, préfet de la Congrégation pour l’éducation catholique ; - Cardinal Mauro Piacenza, pénitencier majeur ; - Cardinal Dominique Mamberti, préfet du Tribunal suprême de la Signature apostolique ; - Cardinal Stanisław Ryłko, président du Conseil pontifical pour les laïcs ; - Cardinal Kurt Koch, président du Conseil pontifical pour la promotion de l’unité des chrétiens ; - Vincenzo Paglia, président du Conseil pontifical pour la famille ; - Cardinal Peter Turkson, président du Conseil pontifical Justice et Paix ; - Cardinal Antonio Maria Vegliò, président du Conseil pontifical pour la pastorale des migrants et des personnes en déplacement ; - Zygmunt Zimowski, président du Conseil pontifical pour la pastorale des services de la santé ; - Cardinal Francesco Coccopalmerio, président du Conseil pontifical pour les textes législatifs ; - Cardinal Jean-Louis Tauran, président du Conseil pontifical pour le dialogue interreligieux ; - Cardinal Gianfranco Ravasi, président du Conseil pontifical de la culture ; - Claudio Maria Celli, président du Conseil pontifical pour les communications sociales ; - Salvatore Fisichella, président du Conseil pontifical pour la promotion de la nouvelle évangélisation ; - Cardinal George Pell, préfet du Secrétariat pour l’économie ; - Cardinal Domenico Calcagno, président de l’Administration du patrimoine du siège apostolique. |                                          | |           |
| Membres nommés par le pape |                                          | |           |
| - Cardinal Angelo Sodano, doyen du collège cardinalice (Italie) ; - Cardinal Godfried Danneels, archevêque émérite de Malines-Bruxelles (Belgique) ; - Cardinal Dionigi Tettamanzi, archevêque émérite de Milan (Italie) ; - Cardinal Christoph Schönborn, dominicain, archevêque de Vienne (Autriche) et président de la Conférence épiscopale autrichienne; - Cardinal Walter Kasper, président émérite du Conseil pontifical pour la promotion de l’unité des chrétiens (Allemagne) ; - Cardinal Wilfrid Fox Napier, franciscain, archevêque de Durban (Afrique du Sud) ; - Cardinal Óscar Andrés Rodríguez Maradiaga, salésien, archevêque de Tegucigalpa (Honduras) et président de la Conférence épiscopale du Honduras ; - Cardinal Péter Erdő, archevêque d’Esztergom-Budapest (Hongrie), président de la Conférence épiscopale catholique hongroise et du Conseil des conférences épiscopales d’Europe ; - Cardinal Carlo Caffara, archevêque émérite de Bologne (Italie) ; - Cardinal Lluís Martínez Sistach, archevêque de Barcelone (Espagne) ; - Cardinal Laurent Monsengwo Pasinya, archevêque de Kinshasa (RD-Congo) ; - Cardinal Donald William Wuerl, archevêque de Washington (États-Unis) ; - Cardinal Raymundo Damasceno Assis, archevêque d’Aparecida (Brésil) ; - Cardinal Timothy Michael Dolan, archevêque de New York (États-Unis) ; - Cardinal Luis Antonio Tagle, archevêque de Manille (Philippines) ; - Cardinal Gérald Cyprien Lacroix, archevêque de Québec (Canada) ; - Cardinal Gualtiero Bassetti, archevêque de Pérouse et Citta della Pieva (Italie) ; - Cardinal Philippe Nakellentuba Ouédraogo, archevêque de Ouagadougou (Burkina Faso) ; - Cardinal John Atcherley Dew, archevêque de Wellington (Nouvelle-Zélande) et président de la conférence épiscopale néo-zélandaise ; - Cardinal Edoardo Menichelli, archevêque d’Ancône et Osimo (Italie) ; - Cardinal Alberto Suárez Inda, archevêque de Morelia (Mexique) ; - Cardinal Francesco Montenegro, archevêque d’Agrigente (Italie) ; - Cardinal Daniel Fernando Sturla Berhouet, salésien, archevêque de Montevideo (Uruguay) ; - Cardinal José Luis Lacunza Maestrojuán, augustin récollet, évêque de David (Panama) et président de la Conférence épiscopale panaméenne ; - Cardinal Soane Patita Paini Mafi, évêque de Tonga et président de la Conférence épiscopale du Pacifique ; - Cardinal Elio Sgreccia, président émérite de l’Académie pontificale pour la vie (Italie) ; - Cardinal Giuseppe Bertello, président du gouvernorat de l’État de la Cité du Vatican (Italie) ; - Baltazar Porras Cardozo, archevêque de Mérida (Venezuela) ; - Yannis Spiteris (en), capucin, archevêque de Corfou, Zante et Céphalonie (Grèce) ; - Bruno Forte, archevêque de Chieti et Vasto (Italie) ; - Laurent Ulrich, archevêque de Lille (France) ; - Carlos Aguiar Retes, archevêque de Tlalnepantla (Mexique) ; - Sérgio Eduardo Castriani (de), spiritain, archevêque de Manaus (Brésil) ; - Víctor Manuel Fernández, recteur de l’Université pontificale catholique argentine ; - Blase Cupich, archevêque de Chicago (États-Unis) ; - George Vance Murry, jésuite, évêque de Youngstown (États-Unis) ; - Marcello Semeraro, évêque d’Albano (Italie) ; - Alonso Garza Treviño, évêque de Piedras Negras (Mexique) ; - Lucas van Looy, salésien, évêque de Gand (Belgique) ; - Pio Vito Pinto, doyen du tribunal de la Rote romaine (Italie) ; - Saulo Scarabattoli, curé de la paroisse du Saint-Esprit de Porta Eburnea à Pérouse (Italie) ; - Roberto Rosa, curé de la paroisse Saint-Jacques-Apôtre à Trieste (Italie) ; - P. François-Xavier Dumortier, jésuite, recteur de l’Université pontificale grégorienne de Rome (France) ; - P. Antonio Spadaro, jésuite, directeur de la revue La Civiltà cattolica (Italie) ; - P. Manuel Jesús Arroba Conde, clarétain, doyen de la faculté in utriusque iure de l’Université pontificale du Latran, à Rome (Espagne) ; |                                          | |           |
| Sous-secrétaire du Synode des évêques |                                          | |           |
| - Fabio Fabene (it) (Vatican) |                                          | |           |
| Collaborateurs du secrétaire spécial |                                          | |           |
| - P. Matías Augé Benet, clarétain, consulteur de la Congrégation pour le culte divin et la discipline des sacrements (Espagne) ; - Giacomo Bertolini, professeur agrégé de droit canonique et ecclésiastique à l’Université de Padoue, professeur invité à l’Université pontificale urbanienne de Rome (Italie) ; - P. Giuseppe Bonfrate, professeur à la faculté de théologie de l’Université pontificale grégorienne de Rome ; - Philippe Bordeyne, recteur de l’Institut catholique de Paris (France) ; - Lluís Clavell (pl), membre ordinaire de l’Académie pontificale Saint-Thomas-d’Aquin (Espagne) ; - Duarte Nuno Queiroz de Barros da Cunha (de), secrétaire général du Conseil des conférences épiscopales d’Europe (Portugal) ; - Léopold Djogbede, professeur à l’Université d’Abomey-Calavi et à l’Institut supérieur de formation des éducateurs spécialisés (Bénin) ; - P. Bruno Esposito, dominicain, professeur ordinaire de droit canonique à l’Université pontificale Saint-Thomas-d’Aquin (Italie) ; - John Grabowski, professeur de théologie morale à l’École de théologie et d’études religieuses de l’Université catholique d’Amérique (États-Unis) ; - P. José Granados, disciple des Cœurs de Jésus et Marie, vice-président de l’Institut pontifical Jean-Paul-II pour les études sur le mariage et la famille (Espagne) ; - P. Maurizio Gronchi, professeur ordinaire de théologie dogmatique à l’Université pontificale urabanienne de Rome (Italie) ; - John Kleinsman, directeur du Centre Nathaniel pour la bioéthique (Nouvelle-Zélande) ; - P. Sabatino Majorano, rédemptoriste, professeur de théologie morale systématique à l’Académie alphonsienne, à Rome (Italie) ; - Michele Giulio Masciarelli, professeur de théologie dogmatique à la Faculté Marianum de Rome et de théologie fondamentale à l’Institut théologique des Abruzzes et de Molise de Chieti (Italie) ; - Pia Matthews, professeur au St. Mary’s University College de Londres (Grande-Bretagne) ; - Paolo Moneta, professeur de droit canonique et ecclésiastique à la faculté de jurisprudence de l’Université de Pise (Italie) ; - P. Antônio Moser (pt), franciscain, professeur émérite de théologie morale et d’éthique à l’Institut théologique franciscain de Petrópolis (Brésil) ; - P. Aimable Musoni, salésien, professeur de théologie systématique (ecclésiologie et œcuménisme) à l’Université pontificale salésienne de Rome (Rwanda) ; - P. Georges Henri Ruyssen, jésuite, professeur à la faculté de droit canonique de l’Institut pontifical oriental de Rome (Belgique) ; - P. Peter Paul Saldanha, professeur d’ecclésiologie à l’Université pontificale urbanienne de Rome (Inde) ; - P. Pierangelo Sequeri, doyen et professeur de théologie à la Faculté de théologie d’Italie septentrionale, membre de la Commission théologique internationale (Italie) ; - Francesco Miano, professeur de philosophie morale à l’Université Tor Vergata de Rome, et Giuseppina Miano-De Simone, professeur de philosophie à la Faculté de théologie d’Italie méridionale (Italie) ; |                                          | |           |
| Auditeurs et auditrices |                                          | |           |
| - Jacob Mundaplakal Abraham, consultant pour l’apostolat de la famille et les organismes laïcs des diocèses du Kerala (Inde) ; - Anca Maria Cernea, médecin au Centred e diagnostic et de traitements Victor-Babes et présidente de l’Association des médecins catholiques de Bucarest (Roumanie) ; - Sharron Cole, présidente des Parents Centres New Zealand (Nouvelle-Zélande) ; - Agnes Offiong Erogunaye, présidente nationale de l’Organisation des femmes catholique du Nigeria ; - P. Garas Boulos Garas Bishay, curé de la paroisse Marie-Vierge-Reine de la Paix de Charm-El-Cheikh (Égypte) ; - Giovanni Giacobbe, membre de l’Union des juristes catholiques italiens (Italie) ; - Maria Gomes, responsable de la pastorale familiale paroissiale de Dubai (Émirats arabes unis) ; - Maria Harries, directrice nationale de la pastorale familiale et de la préparation au mariage, membre de la commission nationale sur les abus sur mineurs (Australie) ; - Sœur Maureen Kelleher, religieuse du Sacré-Cœur de Marie, membre de l’Union internationale des supérieures générales (États-Unis) ; - Brenda Kim Nayoug, engagée dans la pastorale des jeunes et des jeunes mariés (Corée) ; - María Marcela Mazzini, professeur de théologie à la faculté de théologie de l’Université pontificale catholique argentine ; - Moira McQueen, directrice de l’Institut canadien catholique de bioéthique ; - Thérèse Nyirabukeye, consultante et formatrice pour la Fédération africaine de l’action familiale (Rwanda) ; - Sœur Berta María Porras Fallas, responsable de la pastorale familiale des Petites Sœurs tertiaires capucines de la Sainte-Famille, membre de l’Union internationale des supérieures générales (Costa-Rica) ; - Sœur Carmen Sammut, Sœur blanche, présidente de l’Union internationale des supérieures générales (Malte) ; - Lucia Scaraffia, professeur d’histoire contemporaine à l’Université de La Sapienza de Rome, coordinatrice du mensuel féminin de L’Osservatore Romano « Femmes, Église, Monde » (Italie) ; - Edgar Humberto Tejada Zeballos, médecin spécialiste en bioéthique et droit médical, membre de la commission épiscopale de la famille de la Conférence épiscopale péruvienne ; - Penny et Ishwar Bajaj, couple hindou-chrétien, du diocèse de Bombay (Inde) ; - Aloys Johann Buch, diacre du diocèse d’Aix-la-Chapelle, professeur de théologie morale au grand séminaire interdiocésain de Saint-Lambert, et Petra Buch, engagée dans la pastorale familiale diocésaine (Allemagne) ; - Isabel Botía de Díaz et Humberto Díaz Victoria, membres de la commission nationale pour la famille de la Conférence épiscopale de Colombie, directeurs pastoraux de la Fondation Hommes et femmes du futur (Colombie) ; - Gertrudiz Clara Rubio de Galindo et Andrés Salvador Galindo López, secrétaire exécutif de la commission épiscopale pour la famille de la Conférence de l’épiscopat mexicain, secrétaires du Conseil épiscopal latino-américain pour la zone Mexique-Amérique centrale ; - María Monserrat Rosell Torrus de Gay Montalvo, membre du groupe des mariages de la paroisse Saint-François de Salle à Barcelone, et Eugenio Gay Montalvo, ancien juge au Tribunal constitutionnel espagnol, ancien membre du conseil diocésain de pastorale de Barcelone (Espagne) ; - Aïcha Marianne Kenne Sob-Kola et Irénée Kola, membres de la Fédération africaine d’action familiale, conseillers conjugaux et familiaux (Cameroun) ; - Suhaila Salim Toma et Wisam Marqus Odeesho, engagés dans la pastorale de la paroisse chaldéenne Saint-Georges de Bagdad (Irak) ; - Marialucia Zecchini et Marco Matassoni, membre de la commission pour la pastorale familiale du diocèse de Trente (Italie) ; - Nathalie et Christian Mignonat, membre des Équipes Reliance pour les divorcés remariés, membres fondateurs du groupe Sedire pour l’accueil et l’accompagnement des couples mariés civilement (France) ; - Buysile Patronella et Meshack Jabulani Nkosi, membre du comité consultatif du bureau national de la famille de la Conférence des évêques catholiques d’Afrique australe ; - Patrizia Calabrese et Massimo Paloni, couple engagé dans la pastorale missionnaire de la famille (Italie) ; - Jadwiga et Jacek Pulikowski, consulteurs du conseil pour la pastorale de la famille du diocèse de Poznań (Pologne) ; - Ketty Abaroa De Rezende et Pedro Jussieu De Rezende, professeurs à l’Université d’État de Campinas, engagés dans la pastorale des défis familiaux (Brésil) ; - María Angélica Rojas, engagée dans la pastorale familiale, et Luis Haydn Rojas Martínez, directeur du département d’éthique et d’humanités de l’Université La Gran Colombia (Colombie) ; - Souheïla Rizk Salloum, professeur de psychologie à l’Université du Saint-Esprit de Kaslik, et Georges Fayez Salloum, expert du synode patriarcal maronite (Liban) ; - María Socorro Ocampo Villafania, professeur de théologie au Collège de l’Assomption et collaboratrice des Sœurs salésiennes pour la préparation des catéchistes, et Nelson Silvestre Villafania, collaborateur de la Fondation Evangelion à Manille (Philippines) ; - Catherine Wally et Anthony Paul Witczak, responsables du Worldwide Marriage Encounter International Ecclesial Team. |                                          | |           |
| Délégués fraternels |                                          | |           |
| - Patriarcat œcuménique : Stéphanos, archevêque de Tallinn et primat de l’Église orthodoxe d’Estonie - Patriarcat de Moscou : le métropolite Hilarion, président du département des relations extérieures du Patriarcat de Moscou (Russie) - Patriarcat serbe : le métropolite Andrej d’Autriche et de Suisse ; - Église orthodoxe roumaine : le métropolite Joseph (Pop) (France) ; - Église orthodoxe d’Albanie : Andon Merdani (Albanie) ; - Église copte-orthodoxe d’Alexandrie : le métropolite Bishoy de Damiette (Égypte) ; - Patriarcat syrien-orthodoxe d’Antioche : Mar Youstinos Boulos, archevêque de Zahle et de la Bekaa (Liban) ; - Communion anglicane : le Dr Timothy Thornton (en), évêque de Truro (Grande-Bretagne) ; - Fédération luthérienne mondiale : le Rév. Ndanganeni Petrus Phaswana, évêque émérite de l’Église évangélique en Afrique du Sud ; - Conseil méthodiste mondial : le pasteur Tim Macquiban, directeur du Bureau œcuménique de l’Église méthodiste à Rome (Italie) ; - Église chrétienne (Disciples du Christ) : le pasteur Robert K. Welsh, président du conseil de l’Église chrétienne (États-Unis) ; - Alliance baptiste mondiale : le pasteur Roy Medley, secrétaire général de l’Église baptiste des États-Unis ; - Conseil œcuménique des Églises : le pasteur Walter Altmann, président du comité central du COE (Brésil) ; - Alliance évangélique mondiale : le pasteur Thomas Schirrmacher (en), président de la commission théologique de l’Alliance évangélique mondiale (Allemagne). |                                          | |           |